# Lee Kuan Yew
Dans ce nom, le nom de famille, Lee, précède le nom personnel.
Lee Kuan Yew (chinois : 李光耀, pinyin : Lǐ Guāngyào), né le 16 septembre 1923 et mort le 23 mars 2015, également écrit Lee Kwan-Yew) est un homme d'État singapourien, premier Premier ministre de la république de Singapour de 1959 à 1990. Cofondateur et premier secrétaire général du Parti d'action populaire (PAP).

## Origines et études
Lee Kuan Yew est un Singapourien,,, de la quatrième génération, aux origines chinoises. Son arrière-grand-père, Lee Bok Boon, né en 1846, était un Hakka qui émigra de la province de Guangdong vers les Établissements des détroits (colonie britannique) en 1862. Dans son enfance, il a été fortement influencé par la culture britannique, en partie du fait de son grand-père Lee Hoon Leong qui l'a instruit dans la tradition anglaise. En plus du prénom Kuan Yew, son grand-père lui a donné le prénom « Harry ».
Lee a fait ses études à l'école primaire Telok Kurau, Raffles Institution (où il a été membre du Groupe 01 Raffles Scout), et Raffles College (aujourd'hui université nationale de Singapour). Sa formation universitaire a été retardée par la Seconde Guerre mondiale et l'occupation japonaise de la Malaisie en 1942-1945 (Singapour est devenue indépendante de la Malaisie en 1965). Pendant l'occupation, il a prospéré sur le marché noir en vendant de la colle à base de tapioca, appelée Stikfas. Après avoir pris des leçons de chinois et de japonais à partir de 1942, il a pu trouver du travail de transcription des télégrammes alliés pour les Japonais, tout en étant rédacteur de langue anglaise pour l'Hodobu (部 报道 - service de propagande japonais) de 1943 à 1944,.
Après la guerre, il a brièvement fréquenté la London School of Economics puis Fitzwilliam College à Cambridge (en Angleterre), où il a étudié le droit, obtenant une double spécialisation favoris de première classe[pas clair] (Double First). Il a ensuite été nommé membre honoraire de Fitzwilliam College. Il est retourné à Singapour en 1949 pour exercer comme avocat pour Laycock et Ong, le cabinet de John Laycock, un pionnier du multiracialisme, fondateur avec AP Rajah et CC Tan, du premier club de Singapour ouvert aux Asiatiques.
Lee Kuan Yew et sa femme Kwa Geok Choo se sont mariés le 30 septembre 1950 et ils ont eu deux fils et une fille.

## Débuts politiques (1951-1959)

### Avant le parti d'action populaire
La première expérience de Lee avec la politique de Singapour fut son rôle dans l'élection de John Laycock (en) sous la bannière pro-britannique du Parti progressiste aux élections législatives de 1951. Cependant, Lee réalisa que le parti avait peu de chances de remporter le soutien de l'opinion, particulièrement de la classe ouvrière sinophone. Cette situation se renforça lorsque la Constitution de 1953 donna plus de pouvoir à la population locale, mais toujours sous forte influence de l'administration coloniale concernant les affaires internes. La Constitution donna le droit de vote à tous les locaux nés à Singapour résultant en un accroissement significatif de la part de Chinois parmi les votants. Le grand saut fut fait lorsqu'il s'engagea en tant que conseiller juridique auprès des syndicats d'étudiants ce qui fournit à Lee un lien avec les sinophones et le monde ouvrier. Plus tard dans sa carrière, le Parti d'action populaire (PAP) utilisera ces liens historiques avec les syndicats comme un outil de négociations lors des conflits avec l'industrie.

### Formation du parti d'action populaire
Le 12 novembre 1954, Lee avec un groupe de compagnons issus de la classe moyenne et ayant suivi une éducation britannique forma le parti « socialiste » de l'action populaire (PAP) dans le cadre d'une alliance avec les syndicats pro-communistes. Cette alliance a été décrite par Lee comme un mariage d'intérêt car la classe singapourienne d'éducation anglaise avait besoin de l'aide de la masse du peuple représentée par les communistes tandis que les communistes avaient besoin du pouvoir d'un parti non-communiste comme écran de fumée étant donné l'interdiction du Parti communiste malais. Leur but commun était l'obtention d'un gouvernement autonome et de mettre fin au règne colonial britannique. Une conférence inaugurale a lieu au Victoria Memoria Hall devant plus de 1 500 partisans et syndicalistes. Lee devint le secrétaire-général, poste qu'il conserva jusqu'en 1992 à l'exception d'une brève interruption en 1957.

### Dans l'opposition
Lee remporta la circonscription complète de Tanjong Pagar lors des élections de 1955. Il devint chef de l'opposition contre la coalition du Front des travailleurs mené par David Saul Marshall. Il remporta aussi une des représentations du PAP pour les pourparlers tenus à Londres sur le futur statut de Singapour. À cette époque, Lee devait faire face à des rivaux aussi bien à l'extérieur qu'à l'intérieur du PAP.
Le poste de Lee au sein du PAP a été sérieusement menacé en 1957, lorsque des pro-communistes prirent le contrôle de postes clés à la suite d'une conférence du parti à laquelle assistèrent de nombreux faux membres envoyés par l'aile gauche du PAP. Heureusement pour Lee et les modérés au sein du parti, Lim Yew Hock ordonna l'arrestation massive des pro-communistes et Lee put retrouver son poste de secrétaire-général. Après cet épisode, Lee obtint un nouveau mandat avec un soutien plus important lors de l'élection partielle de 1957 pour sa circonscription de Tanjong Pagar. La menace communiste au sein du parti disparut temporairement et Lee put se préparer pour le tour suivant des élections.

## Premier ministre avant l'indépendance (1959-1965)

### Autonomie (1959-1963)
Aux élections nationales du 1er juin 1959 (en), le PAP remporte 43 des 51 sièges de l'Assemblée législative. Singapour obtient l'autonomie dans tous les domaines à l'exception de la Défense et des Affaires étrangères et Lee devient le premier Premier ministre de Singapour le 5 juin 1959 prenant la suite du ministre en chef Lim Yew Hock. Avant d'être investi, Lee demanda et s'assura de la libération de Lim Chin Siong et Devan Nair qui avaient été arrêtés sous le gouvernement de Lim Yew Hock. Lee dut affronter de nombreux problèmes après avoir obtenu l'autonomie de la Grande-Bretagne, notamment en ce qui concerne l'éducation, le logement et le chômage.
Un évènement clé fut la motion de censure du gouvernement dans laquelle 13 parlementaires du PAP s'abstinrent de voter le 21 juillet 1961. Ces parlementaires ainsi que six dirigeants de gauche syndicalistes firent sécession et fondèrent un nouveau parti, pro-communiste, le Barisan Sosialis. 35 des 51 branches du PAP et 19 de ses 23 secrétaires généraux rejoignirent le Barisan Sosialis. Cet évènement est connu comme la Grande Séparation (the Big Split). La majorité du PAP à l'assemblée décrut à 25 membres.
En 1961, le PAP dut faire face à deux défaites lors d'élections partielles ainsi qu'à des défections et des révoltes de travailleurs. Le gouvernement de Lee était au bord de l'effondrement jusqu'au référendum de 1962 sur la question de la fusion avec la Malaisie qui était un test de la confiance de l'opinion envers le gouvernement.

### Fusion et séparation avec la Malaisie (1963-1965)
Après que le Premier ministre de Malaisie, Tunku Abdul Rahman a proposé la formation d'une fédération incluant la Malaisie, Singapour, le Sabah et le Sarawak en 1961, Lee commença une campagne pour une fusion avec la Malaisie pour mettre fin à l'ère coloniale britannique. Il utilisa les résultats d'un référendum tenu le 1er septembre 1962, dans lequel 70 % des votes soutenaient sa proposition pour démontrer que le peuple soutenait son plan.
Le 16 septembre 1963, Singapour devient une entité de la Malaisie. Cependant, l'union sera de courte durée. Le gouvernement central de la Malaisie, dirigé par l'Organisation nationale des Malais unis (UMNO), devient rapidement inquiet de l'inclusion de Singapour dans la fédération, avec sa population majoritairement chinoise et l'enjeu politique que représentait le PAP. Lee s'opposa ouvertement à la politique de bumiputera et utilisa le fameux slogan de la Convention de solidarité malaisienne, « Une Malaisie malaisienne ! », une nation au service de la nationalité malaisienne, en opposition à la race malaise.
En 1964, des émeutes raciales éclatent à Singapour. Le 21 juillet 1964, jour anniversaire de Mahomet, près de l'usine à gaz de Kallang 23 personnes sont tuées et des centaines blessées lors d'attaques entre Chinois et Malais. On ne sait pas aujourd'hui encore avec certitude d'où ces attaques sont parties. Certains parlent d'une bouteille lancée dans un rassemblement de musulmans par des Chinois. D'autres émeutes éclatèrent plus tard, en septembre de la même année, au cours desquelles des émeutiers mirent le feu et pillèrent voitures et boutiques. Ces nouveaux évènements contraignirent Tunku Abdul Rahman et Lee Kuan Yew à prendre la parole pour tenter de résoudre le conflit.
Incapable néanmoins de mettre un terme à la crise, Tunku Abdul Rahamn prit la décision d'exclure Singapour de la Malaisie, choisissant de « rompre tous liens avec un gouvernement d'État incapable de montrer la moindre loyauté envers son gouvernement central ». Lee était inflexible et essaya de trouver un compromis, sans succès. Il fut plus tard convaincu par Goh Keng Swee qu'une sécession était inévitable. Lee signa l'accord de séparation le 7 août 1965 qui visait à établir les relations post-séparation entre Singapour et la Malaisie dans le but de maintenir la coopération dans des domaines tels que le commerce et la défense.
L'échec de la fusion fut un coup dur pour Lee qui la considérait comme nécessaire à la survie de Singapour. Lors d'une conférence télévisée le 9 août 1965, il céda émotionnellement alors qu'il annonçait la séparation et l'indépendance totale de Singapour :

« Pour moi, c'est un moment d'angoisse. Toute ma vie, toute ma vie d'adulte, j'ai... j'ai cru en l'union avec la Malaisie et à l'unité des deux territoires. Vous savez que nous, en tant que peuple lié par la géographie, l'économie, par des liens de parenté... Cela détruit littéralement tout ce pour quoi nous avons lutté... Maintenant, moi, Lee Kuan Yew, Premier ministre de Singapour, dans la responsabilité qui m'incombe, je proclame et déclare au nom du peuple et du gouvernement de Singapour que, à partir de ce jour, le 9 août de cette année mille neuf cent soixante-cinq, Singapour sera à jamais une nation indépendante, souveraine et démocratique, fondée sur les principes de liberté et de justice et avec pour but la recherche du bien-être et du bonheur du peuple dans une société la plus juste et égalitaire possible. »

Ce même jour, alors que la conférence de presse se terminait, le Parlement de Malaisie votait la résolution rompant tous les liens entre la Malaisie et Singapour en tant qu'État, créant ainsi la république de Singapour. Le manque de ressources naturelles, l'approvisionnement en eau potable dépendant principalement de la Malaisie et une capacité de défense très limitée étaient les principaux défis auxquels Lee et le gouvernement singapourien devaient faire face.

## Premier ministre après l'indépendance (1965-1990)
Dans son autobiographie, Lee mentionne qu'il ne dormit plus correctement et tomba malade plusieurs jours après l'indépendance de Singapour. En apprenant sa situation le Premier ministre du Royaume-Uni Harold Wilson exprima son inquiétude par l'intermédiaire du Haut-Commissaire britannique à Singapour John Robb, inquiétude à laquelle Lee répondit :

« Ne vous inquiétez pas pour Singapour. Mes collègues et moi sommes des personnes saines et rationnelles avec nos moments d'angoisse. Nous mesurerons toutes les possibles conséquences avant d'entreprendre la moindre action sur l'échiquier politique. »

Lee commença à rechercher la reconnaissance internationale de l'indépendance de Singapour. Singapour rejoignit l'Organisation des Nations unies le 21 septembre 1965 et participa à la création de l'Association des nations de l'Asie du Sud-Est (ASEAN) le 8 août 1967 avec quatre autres pays sud-est asiatiques. Lee fit sa première visite officielle en Indonésie le 25 mai 1973, quelques années seulement après la confrontation entre l'Indonésie et la Malaisie sous le régime de Soekarno. Les relations entre Singapour et l'Indonésie se sont nettement améliorées à la suite de plusieurs visites officielles entre les deux pays.
Singapour n'a jamais eu une culture dominante à laquelle les immigrants pouvaient s'assimiler même si le malais était la langue principale à cette époque. Avec l'aide du gouvernement et des partis au pouvoir, Lee essaya de créer une identité unique singapourienne dans les années 1970 et 1980, identité qui reposerait largement sur la reconnaissance ethnique sous la protection du multiculturalisme.
Lee et son gouvernement insistèrent sur l'importance de maintenir la tolérance religieuse et l'harmonie entre les ethnies . Ils n'hésitèrent pas à recourir à la loi pour combattre toute menace susceptible d'inciter à des violences inter-ethniques ou inter-religieuses. Par exemple, Lee lança un avertissement à la communauté chrétienne concernant son prosélytisme en direction des Malais. En 1974, le gouvernement recommanda à la Société de la Bible de Singapour de cesser toute publication de documentation religieuse en malais.

### Décisions et orientations
Lee Kuan Yew avait trois sujets de préoccupation principaux concernant la gestion du pays à la suite de la proclamation de son indépendance : la sécurité nationale, l'économie, et les problèmes sociaux.

#### Sécurité nationale
La vulnérabilité de Singapour était profondément ressentie, avec de nombreuses menaces incluant notamment les communistes en Indonésie et son esprit de confrontation. Alors que Singapour rejoignait l'ONU, Lee rechercha la reconnaissance internationale de l'indépendance de Singapour. Il déclara une politique de neutralité et de non-alignement, suivant en cela le modèle suisse. À la même époque, il demanda à Goh Keng Swee de mettre sur pied les Forces armées de Singapour (Singapore Armed Forces) (SAF) et demanda l'aide d'autres pays, en particulier Israël pour des conseils, de l'entraînement et du matériel.

#### Politiques gouvernementales
Comme de nombreux pays, Singapour était en butte à des problèmes de corruption au sein de sa classe politique. Lee introduisit une législation donnant au Bureau d'investigation des pratiques corruptives (en) un plus grand pouvoir pour mener des arrestations, des recherches, des appels à témoins et enquêter sur les comptes en banques et les revenus ou déclarations d'impôts des personnes suspectes et de leurs familles.
Lee estimait que les ministres devaient être suffisamment bien payés pour conserver un gouvernement propre et honnête. En 1994, il proposa d'aligner les salaires des ministres, des juges et des hauts-fonctionnaires sur les salaires des plus hauts responsables du secteur privé arguant que cela permettrait de recruter et retenir des talents au service du secteur public.
À la fin des années 1960, craignant que la croissance démographique de Singapour ne pénalise le développement économique, Lee a démarré une vigoureuse campagne pour limiter le nombre d'enfants (en) à deux par familles. Les couples étaient incités à se faire stériliser après la naissance d'un second enfant. Les troisièmes et quatrièmes enfants n'étaient pas prioritaires en matière d'éducation et ces familles recevaient moins d'aides financières.
En 1983, Lee déclencha le « grand débat sur le mariage » lorsqu'il encouragea les hommes singapouriens à épouser des femmes diplômées. Il était inquiet du fait qu'un grand nombre de femmes diplômées ne fussent pas mariées. Certaines couches de la population, incluant des femmes diplômées, furent contrariées par cette politique. Néanmoins, une agence matrimoniale d'État, le Réseau de développement social (en) (SDU) fut mise en place pour promouvoir la socialisation entre les hommes et femmes diplômés. Dans le Programme des mères diplômées (en), Lee mit également en place des incitations telles que des abattements fiscaux, des priorités pour les écoles et le logement pour les mères de famille diplômées ayant trois ou quatre enfants constituant un renversement complet de la politique limitant à deux le nombre d'enfants par famille dans les années 1960 et 1970 dont le succès avait dépassé les attentes. À la fin des années 1990, le taux de natalité avait baissé tant et si bien que Goh Chok Tong, le successeur de Lee, étendit ces incitations à toutes les femmes mariées et donna même des incitations fiscales supplémentaires telles que le programme du bonus au bébé.

#### Châtiments corporels
Une des croyances immuables de Lee Kuan Yew est l'efficacité du châtiment corporel notamment sous la forme du coup de canne. Dans son autobiographie, The Singapore Story, il décrit son époque à la Raffles Institution dans les années 1930, mentionnant qu'il a reçu des coups de canne à plusieurs reprises par son professeur principal, D. W. McLeod, à cause de ses retards chroniques. Il écrit : « Je me suis penché sur une chaise et j'ai reçu trois des meilleurs sur mon pantalon. Je ne pensais pas qu'il ménageait ses coups. Je n'ai jamais compris pourquoi les éducateurs occidentaux sont à ce point opposés aux châtiments corporels. Cela ne nous a fait aucun mal, à mes camarades étudiants et moi-même. »
Le gouvernement de Lee héritait les châtiments corporels judiciaires du système légal britannique, mais en étendit largement le périmètre. Sous les Britanniques, il fut utilisé comme sanction pour les infractions avec violence à la personne, leur nombre s'élevant à une poignée de sentences de plusieurs coups de canne prononcées chaque année. Le gouvernement du PAP sous l'autorité de Lee étendit son usage à un nombre toujours plus grand de crimes. En 1993, la bastonnade était la sanction obligatoire pour une liste de 42 crimes et optionnelle pour 42 autres. Les criminels les plus souvent condamnés aux coups de canne sont actuellement les consommateurs de drogue et les immigrants illégaux. De 602 condamnations à la bastonnade 1987, les chiffres grimpèrent à 3 244 en 1993 et à 6 404 en 2007.
C'est en 1994 que la bastonnade judiciaire connut une intense médiatisation dans le reste du monde, lorsque l'adolescent américain Michael Fay reçut le châtiment de la bastonnade en application de la législation sur le vandalisme.
Les châtiments corporels à l'école (pour les étudiants de sexe masculin uniquement) étaient également hérités des Britanniques et restés d'un usage très largement répandu pour discipliner les écoliers désobéissants, conformément à la législation de 1957 toujours en vigueur. Lee introduisit également le châtiment de la bastonnade au sein des forces armées et Singapour est donc aujourd'hui l'un des rares pays au monde où le châtiment corporel est une peine officielle dans le cadre de la discipline militaire.

### Relations avec la Malaisie

#### Mahathir bin Mohamad
Lee souhaitait améliorer les relations avec Mahathir Mohamad lors de l'accession de celui-ci au poste de vice-Premier ministre. Sachant que Mahathir était bien placé pour être le prochain Premier ministre de la Malaisie, Lee invita Mahathir à venir visiter Singapour en 1978. Cette première visite ainsi que les suivantes améliorèrent aussi bien les relations personnelles que diplomatiques entre eux. Mahathir demanda à Lee de rompre les liens avec les dirigeants chinois du Parti d'action démocratique, en échange Mahathir promit de ne pas se mêler des affaires des Malais de Singapour.
En juin 1988, Lee et Mahathir s'entendirent sur un accord à Kuala Lumpur pour construire le barrage de Linggui sur la rivière Johor.

## Retrait progressif de la vie politique

### Senior Minister(1990-2004)
Après avoir mené le PAP à la victoire à sept élections, Lee démissionna le 28 novembre 1990, passant le flambeau de Premier ministre à Goh Chok Tong. Il était à l'époque le plus ancien Premier ministre encore en fonction.
Lorsque Goh Chok Tong devint chef du gouvernement, Lee resta au gouvernement dans un rôle non-exécutif de Senior Minister et joua un rôle qu'il décrivit comme étant de conseiller. En public, Lee, lorsqu'il faisait référence à Goh, utilisait les termes « mon Premier ministre » en signe de respect et de soumission face à l'autorité de Goh. Il dit, lors d'un discours prononcé à l'occasion de la fête nationale de 1988 :

« Même sur mon lit de mort, même si vous êtes sur le point de m'enterrer dans ma tombe, si je sens que quelque chose ne va pas bien, je me lèverai. »

Lee démissionna également par la suite de son poste de secrétaire-général du PAP en novembre 1992 auquel lui succéda également Goh Chok Tong.

### Mentor du ministre (2004-2011)
Depuis le début des années 2000, Lee a exprimé son inquiétude au sujet du déclin du niveau en mandarin parmi les jeunes Chinois singapouriens. Dans un de ses discours parlementaires, il déclara : « Les Singapouriens doivent apprendre à jongler entre l'anglais et le mandarin. ». À la suite de cela, en décembre 2004, une campagne d'un an nommée 华语 Cool! (Huayu Cool !) fut lancée afin d'inciter les jeunes à parler mandarin.
En juin 2005, Lee publia un livre, Keeping My Mandarin Alive, documentant ses décennies d'efforts pour maîtriser le mandarin, une langue qu'il a dû, dit-il, réapprendre par faute de l'avoir suffisamment utilisé :

« ... parce que je ne l'ai pas suffisamment utilisé, j'ai perdu la connaissance de cette langue. Ainsi, j'ai dû la faire revivre. C'est un terrible problème parce que lorsque l'on apprend une langue, en tant qu'adulte, il n'y a pas ces mêmes racines et souvenirs de la langue ancrés dans votre mémoire. »

Lors d'un entretien pour CCTV le 12 juillet 2005, Lee insista sur le besoin d'avoir un perpétuel renouveau parmi les dirigeants du pays, déclarant :

« Dans un monde différent nous avons besoin de trouver un abri pour nous-mêmes, des petits coins où, en dépit de notre petite taille, nous pouvons jouer un rôle qui sera utile au monde. Pour cela, vous aurez besoin de gens au sommet, de décisionnaires prévoyants avec des têtes bien faites qui sont ouverts aux idées et qui peuvent saisir les opportunités comme nous l'avons fait... Mon boulot a vraiment été de trouver mes successeurs. Je les ai trouvés, ils sont là ; leur boulot est de trouver leurs propres successeurs. Ainsi, il doit y avoir un renouveau continu des talents dévoués et honnêtes, des gens capables qui feront les choses non pas pour eux-mêmes mais pour leur peuple et pour leur pays. S'ils peuvent le faire, ils feront fonctionner une nouvelle génération et ainsi de suite. Au moment où cela casse, tout est perdu. »

En novembre 2010, les conversations privées de Lee avec le vice-secrétaire d'État américain James Steinberg datant du 30 mai 2009 firent partie des fuites en provenance de l'ambassade américaine révélées par WikiLeaks. Dans un rapport de l'ambassade américaine classifié 'Secret', Lee donne l'opinion d'un certain nombre de dirigeants asiatiques et son opinion sur le développement politique en Asie du Nord y compris en ce qui concerne la prolifération nucléaire. Le ministère des Affaires étrangères singapourien a exprimé sa profonde inquiétude au sujet de ces fuites, surtout lorsqu'elles sont prises en dehors de leur contexte, et sur le besoin de protéger la confidentialité des correspondances diplomatiques.
En janvier 2011, les éditions du Straits Times publièrent le livre Lee Kuan Yew : Hard Truths To Keep Singapore Going. Visant les jeunes singapouriens, il est basé sur 16 entretiens avec le Minister Mentor par sept journalistes locaux en 2008 et 2009. La première impression à 45 000 exemplaires fut entièrement vendue en moins d'un mois après son lancement. Une nouvelle série de 55 000 copies fut publiée peu de temps après.
Après les élections générales de 2011, lors desquels l'opposition a réussi à gagner une circonscription électorale entière, ce qui n'avait jamais été réalisé auparavant, Lee annonça qu'il décidait de quitter le gouvernement et de laisser le Premier ministre Lee Hsien Loong et son équipe faire table rase.
Le 13 septembre 2008, Lee, alors âgé de 84 ans, subit plusieurs traitements pour soigner son cœur (flutter auriculaire) à l'hôpital général de Singapour, mais il fut tout de même capable de prendre la parole par vidéo-conférence à un forum philanthropique depuis l'hôpital.
Le 28 septembre 2010, il a été hospitalisé pour une infection au torse, annulant ses plans d'assister à l'intronisation du ministre des Affaires étrangères Balaji Sadasivan.
Début février 2015, il est hospitalisé à nouveau pour une pneumonie au Singapore General Hospital, avec l'assistance d'un respirateur artificiel. Le 21 mars, un communiqué du cabinet du Premier ministre annonce que son état s'est détérioré et qu'il est « gravement malade ». Il meurt le 23 mars.

## Bilan et héritage

### Bilan
En moins d'une génération, Singapour est passé du statut de pays sous-développé et corrompu au statut de géant économique international, en dépit de sa faible population limitant l'espace et le manque de ressources naturelles, avec un des gouvernements les moins corrompus de toute la planète. Lee a souvent mentionné que la seule ressource naturelle de Singapour était son peuple à sa grande éthique du travail. Il est très respecté par de nombreux Singapouriens, en particulier les anciennes générations qui se souviennent de son pouvoir inspiré lors de l'indépendance et de la séparation d'avec la Malaisie.
D'un autre côté, de nombreux jeunes Singapouriens ont critiqué Lee comme étant autoritaire et intolérant envers la contestation, citant ses nombreuses tentatives - souvent avec succès - de poursuivre ses opposants politiques et les journaux exprimant une opinion lui étant défavorable. L'association internationale Reporters sans frontières a demandé à Lee et à d'autres officiels importants de Singapour de cesser leurs calomnies à l'encontre des journalistes. Lee a également utilisé l'Internal Security Act à un grand nombre d'occasions pour arrêter et détenir des opposants politiques et des activistes sans procès.

### Influences et hommages
Il est décrit par Barack Obama comme un véritable géant de l'histoire, qualifié par le secrétaire général de l'ONU de figure légendaire et très respecté par Henry Kissinger. Il aurait inspiré Deng Xiaoping.

### Mémoires
Lee a écrit ses mémoires dans un ouvrage en deux volumes :
- The Singapore Story  (ISBN 0-13-020803-5) couvre sa vision de l'histoire de Singapour jusqu'à la séparation d'avec la Malaisie en 1965.
- From Third World to First: The Singapore Story  (ISBN 0-06-019776-5) qui traite des transformations qui ont fait de Singapour une nation développée.

## Controverses

### Sur le marginalisme des Chinois en Malaisie et en Indonésie
Le 15 septembre 2006, au Raffles Forum organisé par la School of Public Policy, Lee Kuan Yew a fait des remarques sur le fait que « les gouvernements de Malaisie et indonésie marginalisent systématiquement le peuple chinois », ce qui a provoqué des troubles diplomatiques avec la Malaisie et l'Indonésie voisines. Lorsque Lee Kuan Yew a mentionné les relations de Singapour avec l'Indonésie et la Malaisie sur le forum, il a déclaré que l'ancien président indonésien Bacharuddin Jusuf Habibie a un jour décrit Singapour comme un « petit point rouge » entouré d'un océan vert, et que le but de ce petit point rouge serait de forcer Singapour, comme l'Indonésie, à faire comme les Chinois en Chine. Les politiciens de Malaisie et d'Indonésie ont exprimé leur mécontentement à ce sujet et ont demandé à Singapour de s'expliquer et de s'excuser pour les remarques de Lee Kuan Yew. L'ancien Premier ministre malaisien Mahathir Mohamad a critiqué Lee Kuan Yew pour son arrogance et son manque de respect envers les pays voisins, et a rétorqué que la Malaisie pourrait également remettre en question la marginalisation par Singapour des Malais locaux. L'ancien président indonésien Habibi a décrit le « petit point rouge » comme motivant les jeunes Indonésiens à apprendre de Singapour, mais l'intention initiale a été déformée par Lee Kuan Yew dans son discours. Le 30 septembre, Lee Kuan Yew s'est excusé auprès du Premier ministre malaisien Abdullah Ahmad Badawi pour ses propos,, mais n'a pas rétracté ses propos.

### Devan Nair
Devan Nair, le troisième président de Singapour et qui vivait en exil au Canada, remarqua dans un entretien donné en 1999 au journal de Toronto The Globe and Mail que la technique de Lee de poursuivre ses opposants jusqu'à ce qu'ils en viennent à la banqueroute ou à l'oubli était une abrogation des droits politiques. Il remarqua également que Lee était « de plus en plus arrogant et Monsieur-je-sais-tout » entouré par des « mannequins de grands magasins ». En réponse à ces propos, Lee poursuivit Devan Nair dans un tribunal canadien. Nair le poursuivit également. Lee lança alors une requête pour que la plainte de Nair soit rejetée par le tribunal. Lee argumenta que la plainte de Nair n'était basée sur aucun fait raisonnable et constituait une attaque diffamatoire sur l'intégrité du gouvernement de Singapour. Cependant, la Cour Suprême de l'Ontario refusa de rejeter la plainte de Nair arguant que Lee avait abusé du processus judiciaire ce qui donnait à Nair une raison valable de l'attaquer.

### Diffamation
Le 24 septembre 2008 la Haute Cour de Justice de Singapour, dans un jugement rendu par le juge Woo Bih Li, jugea que le magazine Far Eastern Economic Review (FEER) avait diffamé Lee et son fils, le Premier ministre Lee Hsien Loong. La cour considéra que l'article de 2006, « Singapore's 'Martyr': Chee Soon Juan » signifiait que Lee Kuan Yew « avait dirigé Singapour et continuait de diriger Singapour de la même manière corrompue que T. T. Durai avait géré la Fondation nationale du rein (NKF) et qu'il avait utilisé la diffamation pour supprimer ceux qui auraient posé des questions pour éviter la révélation de sa corruption. ». La cour condamna FEER, appartenant à la Dow Jones and Company (elle-même appartenant à l'entreprise de Rupert Murdoch News Corporation), à payer des dommages aux plaignants. FEER fit appel mais perdit lorsque la Cour d'appel jugea en octobre 2009 que la FEER avait diffamé le fondateur du pays Lee Kuan Yew et son fils, le Premier ministre, Lee Hsien Loong.

### Famille

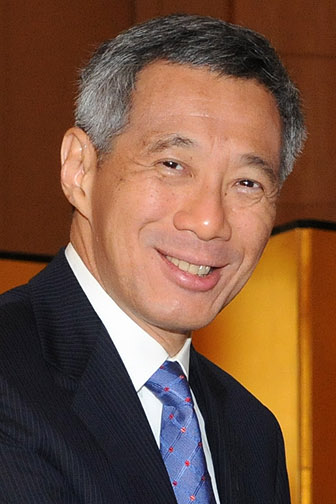
Lee Hsien Loong, fils aîné de Lee Kuan Yew et Premier ministre de Singapour depuis 2004.

Plusieurs membres de la famille Lee occupent des postes importants dans la société singapourienne, dont ses enfants.
Son premier fils Lee Hsien Loong, auparavant brigadier général, occupe maintenant le poste de Premier ministre (depuis 2004) et de ministre des Finances. Lee Kuan Yew a été président de la Singapore Investment Company, désormais Government of Singapore Investment Corporation et Lee Hsien Loong, qui en était vice-président, en est devenu président à la mort de Lee Kuan Yew.
Le cadet, Lee Hsien Yang, également brigadier général par le passé, a été le PDG de SingTel, un géant des télécommunications en Asie, et la principale entreprise singapourienne en termes de capital (figure dans le Singapore Exchange, SGX). 56 % de SingTel est détenu par Temasek Holdings, une société de portefeuille gouvernementale, qui contrôle beaucoup d'entreprises liées au gouvernement telles que Singapore Airlines et DBS Bank. Depuis, Ho Ching, femme de Lee Hsien Loong, a succédé à Lee Hsien Yang à la tête de SingTel.
- La fille de Lee Kuan Yew, Lee Wei Ling, dirige l'Institut national de sciences neurologiques, et n'est pas mariée.
- Sa femme, Kwa Geok Choo, et ses frères Dennis, Freddy et Suan Yew, ont été associés du cabinet d'avocats Lee & Lee.
- Il a également une sœur, Monica.

Il a toujours nié les accusations de népotisme et clamé que les postes familiaux étaient dus au mérite personnel. Toutefois ces accusations ont continué, et des publications internationales telles que The Economist, the International Herald Tribune et the Far Eastern Economic Review ont été menacées, poursuivies ou bannies à Singapour pour avoir parlé de népotisme.

## Récompenses et distinctions
- Lee a reçu de nombreuses décorations d'État, parmi lesquelles :
  - Membre honoraire de l'Ordre des compagnons d'honneur (CH - 1970) ;
  - Chevalier grand-croix honoraire[46] de l'Ordre de Saint-Michel et Saint-Georges (GCMG - 1972) ;
  - Les Clés de la ville de Cité de Londres (1982) ;
  - Le Seri Paduka Mahkota Johor (1984) ;
  - L'Ordre du Grand Leader (1988) ;
  - L'Ordre du Soleil levant (1967)[47].
- Lee a reçu Prix Ig-Nobel en 1994[48].
- En 2002, Lee a été formellement admis au compagnonage de l'Imperial College London de Londres en reconnaissance de sa promotion internationale du commerce et de l'industrie et du développement de l'étude des sciences et de l'ingénierie en partenariat avec le Royaume-Uni[49].
- En 2003, Doctorat honoris causa de l'Université Waseda[50]
- En 2006, Lee a reçu le Woodrow Wilson Award dans la catégorie du service public par le Woodrow Wilson International Center for Scholars.
- En 2007, Lee a été fait docteur honoris causa en droit de l'Université nationale australienne de Canberra malgré les protestations des étudiants et du personnel[51].
- En octobre 2009, Lee a reçu la première récompense du Lifetime Achievement par le conseil économique américano-ASEAN lors du dîner de gala de son 25e anniversaire à Washington D.C.. Dans ses remerciements, l'ancien secrétaire d'État américain et prix Nobel de la paix 1973, le Docteur Henry Kissinger dit[52]

« Il est devenu un personnage modèle  pour nous tous. Je n'ai appris autant de personne que de M. Lee Kuan Yew. Il a fait de lui-même un ami indispensable pour les États-Unis d'Amérique, non pas principalement par la puissance qu'il représentait, mais par la qualité de sa pensée. »

En rencontrant, le jour suivant, dans le Bureau ovale, le président des États-Unis d'Amérique, Barack Obama, ce dernier le présenta comme, :

« ... une des figures légendaires de l'Asie des XXe et XXIe siècles. Il est une personne qui a permis le démarrage du miracle économique asiatique. »

- Le 15 novembre 2009, Lee reçut la médaille de l'Ordre de l'Amitié du président russe Dmitri Medvedev en marge du sommet de l'APEC de 2009 à Singapour[55].
- Le 29 avril 2010, Lee a été cité par le Times dans la liste des 100 personnes ayant le plus influencé le monde[56].
- Le 14 janvier 2011, Lee a reçu le Gryphon inaugural de son alma mater, la Raffles Institution, donné aux Rafflesiens illustres qui ont contribué de manière exceptionnelle à la nation[57].
- Lee Kuan Yew était membre du comité d'honneur de la Fondation Chirac[58], lancée en 2008 par l'ancien chef de l'État français Jacques Chirac pour agir en faveur de la paix dans le monde.